# フランコ・バッタイーニ
フランコ・バッタイーニ ( Franco Battaini, 1972年7月22日 - ) は、イタリア・ロンバルディア州ブレシア出身のオートバイレーサー。主にロードレース世界選手権250ccクラスで活躍した。

## 経歴

### キャリア初期
1989年、17歳のときにスーパーバイク世界選手権のペルグーサラウンドの1レースにヤマハ・YZF750を駆って出場、結果はリタイヤに終わった。1993年にはイタリアスポーツプロダクション選手権(125cc)の21歳以下クラスにカジバ・ミトを駆って参戦し、シリーズランキング4位の成績を残した。翌年は同選手権でシリーズ2位、1995年にはロードレースイタリア選手権とヨーロッパ選手権125ccクラスに参戦し、それぞれシリーズ6位・8位を記録した。
1996年からは、より体格に合った250ccクラスにステップアップし、イタリア選手権・ヨーロッパ選手権の両方でシリーズ3位に入る好成績を残した。またこのシーズンにはロードレース世界選手権250ccクラスのレースにワイルドカード枠で3戦出場し、グランプリデビューを果たした。

### ロードレース世界選手権

#### 250ccクラス
1997年、24歳のバッタイーニは EDO レーシングチームからヤマハ・TZ250を駆ってロードレース世界選手権250ccクラスにフル参戦を開始した。15戦中13戦をポイント圏内で完走する安定度を見せて、シリーズランキング14位を記録した。翌1998年も同チームに残留したが、怪我でシーズン中盤の4戦を欠場したことが響いてシリーズ18位に終わった。
1999年、バッタイーニはFGFチームに移籍し、この後の彼のキャリアにおいて大半を共にするアプリリアの250ccマシンを駆ることになった。第2戦日本GPで初のポールポジションを獲得、第6戦カタルーニャGPで初表彰台(3位)、第12戦バレンシアGPで2位に入る等の活躍を見せ、シリーズ8位と成績を伸ばした。
2000年、2001年は表彰台の獲得もなくそれぞれシリーズ8位、10位と伸び悩んだが、2002年には第2戦南アフリカGPで2位、第12戦リオGPで3位表彰台に立ち、シリーズランキング6位を記録した。カンペテーラ・レーシングに移った2003年も地元イタリアGPなど3度表彰台に立ち、ふたたびシリーズ6位となった。この2002・2003シーズンがバッタイーニのグランプリにおける絶頂期となり、2004年は表彰台獲得もなくシリーズ10位に終わった。

#### MotoGPクラス
2005年シーズン、バッタイーニはWCMチームから最高峰MotoGPクラスにデビューを果たした。しかしマシンのパフォーマンスは低く、グリッド最後列の常連となってしまい、わずか3戦でのポイント獲得でシリーズ22位に沈んだ。

### スーパーバイク世界選手権へ
2006年シーズン、WCMチームの撤退によりMotoGPでのシートを失ったバッタイーニはスーパーバイク世界選手権に活動の場を移し、ベルトッチ・チームでカワサキ・ZX-10Rを駆ることになった。しかし開幕から8レースを終えてもノーポイントが続いたためバッタイーニはチームを去り、その後はグランプリ250ccクラスに古巣カンペテーラ・チームから5戦に出場した。

### イタリア国内選手権
2007年からはイタリアロードレース選手権(CIV)スーパースポーツクラスにヤマハ・YZF-R6を駆って参戦し、初年度はシリーズ18位、2008年は5位、2009年は4位を記録した。

### ドゥカティのテストライダー
2009年11月より、バッタイーニはドゥカティ・コルセでMotoGPマシン・デスモセディチの公式テストライダーを務めている。

## ロードレース世界選手権 戦績
| シーズン | クラス | バイク     | 出走 | 優勝 | 表彰台 | PP | FL | ポイント | シリーズ順位 |
| -------- | ------ | ---------- | ---- | ---- | ------ | -- | -- | -------- | ------------ |
| 1996年   | 250cc  | ホンダ     | 3    | 0    | 0      | 0  | 0  | 0        | -            |
| 1997年   | 250cc  | ヤマハ     | 14   | 0    | 0      | 0  | 0  | 44       | 14位         |
| 1998年   | 250cc  | ヤマハ     | 10   | 0    | 0      | 0  | 0  | 34       | 18位         |
| 1999年   | 250cc  | アプリリア | 16   | 0    | 2      | 1  | 1  | 121      | 8位          |
| 2000年   | 250cc  | アプリリア | 15   | 0    | 0      | 0  | 0  | 96       | 8位          |
| 2001年   | 250cc  | アプリリア | 16   | 0    | 0      | 0  | 0  | 75       | 10位         |
| 2002年   | 250cc  | アプリリア | 16   | 0    | 2      | 3  | 1  | 142      | 6位          |
| 2003年   | 250cc  | アプリリア | 16   | 0    | 3      | 0  | 1  | 148      | 6位          |
| 2004年   | 250cc  | アプリリア | 16   | 0    | 0      | 0  | 0  | 93       | 10位         |
| 2005年   | MotoGP | ブラータ   | 17   | 0    | 0      | 0  | 0  | 7        | 22位         |
| 2006年   | 250cc  | アプリリア | 5    | 0    | 0      | 0  | 0  | 7        | 26位         |
| 合計     |        |            | 144  | 0    | 7      | 4  | 3  | 767      |              |